# Västerstads kyrkby
Västerstads kyrkby is een plaats in de gemeente Hörby in Skåne, de zuidelijkste provincie van Zweden. De plaats heeft 54 inwoners (2005) en een oppervlakte van 15 hectare.